# Garbagna Novarese
Garbagna Novarese är en ort och kommun i provinsen Novara i regionen Piemonte i Italien. Kommunen hade 1 433 invånare (2018).